# Каскейд-Чипіта-Парк (Колорадо)
Каскейд-Чипіта-Парк (англ. Cascade-Chipita Park) — переписна місцевість (CDP) в США, в окрузі Ель-Пасо штату Колорадо. Населення — 1628 осіб (2020).

## Географія
Каскейд-Чипіта-Парк розташований за координатами 38°56′53″ пн. ш. 104°59′52″ зх. д. / 38.94806° пн. ш. 104.99778° зх. д. (38.948148, -104.997794).  За даними Бюро перепису населення США в 2010 році переписна місцевість мала площу 34,98 км², з яких 34,96 км² — суходіл та 0,02 км² — водойми.

## Демографія
Згідно з переписом 2010 року, у переписній місцевості мешкало 1655 осіб у 721 домогосподарстві у складі 467 родин. Густота населення становила 47 осіб/км².  Було 934 помешкання (27/км²).
Расовий склад населення:
| - 93,8 % — білих - 1,2 % — чорних або афроамериканців - 0,9 % — корінних американців - 0,7 % — азіатів - 1,3 % — осіб інших рас |

До двох чи більше рас належало 2,2 %. Частка іспаномовних становила 5,1 % від усіх жителів.
За віковим діапазоном населення розподілялося таким чином: 20,3 % — особи молодші 18 років, 65,0 % — особи у віці 18—64 років, 14,7 % — особи у віці 65 років та старші. Медіана віку мешканця становила 48,3 року. На 100 осіб жіночої статі у переписній місцевості припадало 99,6 чоловіків;  на 100 жінок у віці від 18 років та старших — 95,4 чоловіків також старших 18 років.
Середній дохід на одне домашнє господарство  становив 73 568 доларів США (медіана — 62 891), а середній дохід на одну сім'ю — 80 323 долари (медіана — 66 681). Медіана доходів становила 45 000 доларів для чоловіків та 43 393 долари для жінок. За межею бідності перебувало 11,1 % осіб, у тому числі 37,2 % дітей у віці до 18 років та 0,0 % осіб у віці 65 років та старших.
Цивільне працевлаштоване населення становило 860 осіб. Основні галузі зайнятості: науковці, спеціалісти, менеджери — 25,2 %, роздрібна торгівля — 20,7 %, освіта, охорона здоров'я та соціальна допомога — 15,3 %.